# 新·大雄的大魔境
《多啦A夢：新·大雄的大魔境~柏高與5人之探險隊~》，是第34部哆啦A夢電影作品（水田版系列的第9作），為藤子·F·不二雄誕辰80年紀念作品。電影於2014年3月8日於日本上映。此作品亦是1982年的大長篇作品《大雄的大魔境》的重製版。

## 故事簡介
某天大雄叫著「地球的某處一定還隱藏著秘境啊」，然後就開始尋找可以冒險的地方。多啦A夢說地球早已被探索完了，找也沒用……就在這個時候，在空地遇到的小狗柏高，竟然在大量的高空照片中找到不可思議的巨神像。多啦A夢一行人立刻就往巨神像所在的未開發森林出發。
經歷連串驚心動魄的危機後，到達的竟是一個狗的王國 而柏高就是那裡的王子，(「巴鄔剛」王國 )。這個獨自進化，科學發達的狗王國，原來被企圖征服世界的邪惡大臣達布蘭達支配。為了奪回王國，多啦A夢他們向達布蘭卡宣戰！

## 角色介紹
- 柏高/昆達高王子（ペコ）

一隻被大雄在空地發現兼收養的流浪狗，並稱呼牠為「柏高」。真實身分為「芭哇高」國王180世的兒子——昆達高王子，起初因與奸臣達布蘭卡的手下沙比決戰時失足墮入河中，被河流漂至人類世界，之後上了一艘停在海港的船而去到日本。其後牠帶領大家到王國對抗達布蘭卡。
- 小寶 （チッポ）

一名小狗，牠的家人被達布蘭卡的士兵捉拿，後來間接拯救了「芭哇高」王國。
- 布魯斯（ブルスス）

柏高/昆達高王子最信任的一位朋友和大臣（親衛隊隊長），身形魁梧，說過有十位英雄會出現，至於多啦A夢等人是傳說中五位英雄（另外五位都是未來的自己），後來幫助柏高等人對抗大量達布蘭卡士兵。
- 碧雅娜公主（スピアナ姫）

是少數沒有被達布蘭卡算計的狗公主，後來達布蘭卡被大雄等人打敗，牠打算強制捉拿公主離開，但失敗告終。最後與柏高/昆達高王子成婚。
- 達布蘭達（ダブランダー）

企圖征服地球的大野心家，殺害柏高/昆達高王子父王，並聲稱柏高/昆達高王子送給父王的杯子有毒，把牠定性為謀朝篡位的犯人。跟著自己名正言順地登上王位。在位期間，「芭哇高」國民生活艱苦，幾乎全部國民都被牠的手下捉拿，達布蘭達要求國民製造數以萬計的軍車，作侵略地球之用，但最終自食其果。
- 高斯博士（コス博士）

達布蘭卡的手下，最終被柏高等人捉拿。
- 沙比隊長（サベール）

達布蘭達的手下，劍術高明，在巨神像的橋和大雄單挑時，因巨神像的甦醒而發生震動，使得被大雄僥倖擊敗。

## 配音員

### 電影預告片旁白
- 香港：陸惠玲（大雄）

### 角色
| 角色              | 配音員            | 配音員                             | 配音員                      | 配音員     | 配音員     | 配音員                      |
| 角色              | 日本              | 香港                               | 臺灣                        | 臺灣       | 臺灣       | 臺灣                        |
| 角色              | 日本              | 香港                               | 國語                        | 客語       | 客語       | 客語                        |
| 角色              | 日本              | 香港                               | 國語                        | 海陸腔     | 北四縣腔   | 北四縣腔                    |
| 角色              | 日本              | 香港                               | 國語                        | 桃市教育局 | 桃市教育局 | 客家電視台                  |
| 原著角色          | 原著角色          | 原著角色                           | 原著角色                    | 原著角色   | 原著角色   | 原著角色                    |
| ----------------- | ----------------- | ---------------------------------- | --------------------------- | ---------- | ---------- | --------------------------- |
| 多啦A夢           | 水田山葵          | 林保全                             | 陳美貞                      | 林鈺婷     |            | 劉韶蕙                      |
| 大雄              | 大原惠            | 陸惠玲                             | 楊凱凱                      |            | 徐敏莉     | 徐敏莉                      |
| 靜香              | 嘉數由美          | 梁少霞                             | 許淑嬪                      |            | 王旻瑛     | 王旻瑛                      |
| 胖虎              | 木村昂            | 陳卓智                             | 于正昇                      |            |            | 黃振尉                      |
| 小夫              | 關智一            | 黃鳳英                             | 劉傑                        |            |            | 陳佾玄                      |
| 野比玉子          | 三石琴乃          | 陳安瑩                             | 許淑嬪                      | 徐子雁     | 徐子雁     | 彭月春                      |
| 野比大助          | 松本保典          | 張炳強                             | 劉傑                        |            |            | 鍾少庭                      |
| 出木杉            | 萩野志保子        | 曾秀清                             | 劉如蘋                      |            |            | 林鈺婷                      |
| 神成先生 （雷公） | 寶龜克壽          | 梁志達                             | 陳幼文                      |            |            |                             |
| 電影角色          |                   |                                    |                             |            |            |                             |
| 柏高/昆達高王子   | 小林優            | 黃榮璋                             | 劉如蘋                      |            | 王旻瑛     | 王旻瑛                      |
| 史納莎            | 菅原淳一          |                                    | 陳彥鈞                      |            |            |                             |
| 小寶              | 坂本千夏          | 王慧珠                             | 陳凱莉                      |            |            | 彭月春                      |
| 小寶爸爸          | 柳沢栄治          | 何偉誠                             | 賴震澤                      |            |            |                             |
| 小寶媽媽          | 大原沙耶香        |                                    | 王貞令                      |            |            |                             |
| 布魯斯            | 廣瀨正志          | 梁志達                             | 符爽                        |            |            | 陳佾玄                      |
| 碧雅娜公主        | 夏目三久          | 石梓晴                             | 張舒婷                      |            |            | 宋菁玲                      |
| 多露              | 菅谷弥生          |                                    | 王貞令                      |            |            |                             |
| 達布蘭卡          | 飯塚昭三          | 黃志明                             | 陳幼文                      |            |            | 楊明剛                      |
| 高斯博士          | 宮澤正            | 何偉誠                             | 宋昱璁                      |            |            | 黃紹彬                      |
| 長頸龍怪獸        | 倉富亮            |                                    | 陳幼文                      |            |            | 陳佾玄                      |
| 大猩猩            | 武田幸史          |                                    | 于正昇                      |            |            |                             |
| 巨神像            |                   | 梁志達                             | 賴震澤                      |            |            | 楊明剛                      |
| 沙比隊長          | 小栗旬            |                                    | 賴震澤                      |            |            | 鍾少庭                      |
| 伯納              | 山田與志 (COWCOW) | 伍博民                             | 陳彥鈞                      |            |            |                             |
| 布爹利            | 多田健二 (COWCOW) | 嚴鎮華                             | 孟慶府                      |            |            | 黃振尉                      |
| 狗士兵            |                   | 張炳強 何偉誠 伍博民 梁志達 黃志明 | 陳彥鈞 賴震澤 宋昱璁 孟慶府 |            |            | 楊明剛 黃紹彬 鍾少庭 黃振尉 |

## 主題曲
| 類別   | 歌曲                          | 作詞                         | 作曲       | 编曲     | 演唱                                                                   |
| ------ | ----------------------------- | ---------------------------- | ---------- | -------- | ---------------------------------------------------------------------- |
| 片頭曲 | 《為你實現夢想的哆啦A夢》（） | 黑須克彥                     | 黑須克彥   | 大久保薰 | Mao（Columbia Entertainment） / 合唱：向日葵兒童合唱團（日本古倫美亞） |
| 主題曲 | 《光的信號》（）              | せんせい（東京カランコロン） | 中谷あつこ | 鈴木雅之 | Kis-My-Ft2                                                             |
| 插曲   | 《朋友》（）                  | 多田慎也                     | 多田慎也   | NAOKI.T  | 木村昴                                                                 |

## 遊戏
本作是將《新‧大雄的大魔境》作為題材的遊戲。這款「遊戲哆啦A夢：新‧大雄的大魔境」忠實再現了電影中的故事與角色，是一款大冒險動作遊戲！玩家可以跟哆啦A夢、大雄、胖虎、靜香、小夫與扁扁等人一起往巴鄔剛王國前行，透過遊戲可以親身體會電影的世界觀喔！在遊戲中，玩家可以選用哆啦A夢、大雄、靜香、胖虎、小夫與扁扁等 6 種角色，還可以使用 30 多種秘密道具，展開拯救狗王國的大冒險

## 票房
| 上一届： 霍比特人2：史矛革荒漠 | 2014年日本週末票房冠軍 第10周 | 下一届： 《冰雪奇缘》 |

## 外部連結
- （日語）電影官方網站 （页面存档备份，存于）
- 互联网电影数据库（IMDb）上《新·大雄的大魔境》的资料（英文）
- Yahoo奇摩電影上《新·大雄的大魔境》的資料（繁體中文）
- 開眼電影網上《新·大雄的大魔境》的資料（繁體中文）
- 时光网上《新·大雄的大魔境》的資料（简体中文）
- 豆瓣电影上《新·大雄的大魔境》的資料 （简体中文）